# Jérôme Le Maire (réalisateur français)
Pour les articles homonymes, voir Jérôme Le Maire et Le Maire.
Jérôme Le Maire, également dit Jérôme Le Gris, est un réalisateur français.

## Biographie
Après ses études à l'École Louis-Lumière, Jérôme Le Maire a utilisé le pseudonyme Jérôme Le Gris pour signer ses courts métrages et son premier long métrage, Requiem pour une tueuse, sorti en 2011.

## Filmographie
- 2011 : Requiem pour une tueuse
- 2015 : Premiers crus  (coécrit avec Rémi Bezançon et Vanessa Portal)